# Мисс США 1979
Мисс США 1979 (англ. Miss USA 1979) — 28-й конкурс красоты Мисс США прошедший 30 апреля 1979 года, в Gulf Coast Convention Center, Билокси, Миссисипи. Победительницей конкурса стала Мэри Фрил из штата Нью-Йорк.

## Результаты
| Итоговое место | Участница |
| -------------- | --- |
| Мисс США 1979  | - Нью-Йорк — Мэри Фрил |
| 1-я Вице Мисс  | - Вашингтон — Трэйси Годдард |
| 2-я Вице Мисс  | - Гавайи — Лейалоа Маа |
| 3-я Вице Мисс  | - Иллинойс — Дебра Ниего |
| 4-я Вице Мисс  | - Миссисипи — Лори Кимбро |
| Полуфиналистки | - Аризона — Ана Мария Руберт - Калифорния — Линда Фогарти - Массачусетс — Моника Магнус - Северная Каролина — Дианна Джамерсон - Техас — Анна Ханнант - Виргиния — Бетси Ботт - Висконсин — Катрин Витушек |

### Финальный конкурс
-

| Штат                                 | Предварительный Средний | Интервью   | Купальник  | Вечернее платье | Полуфинал Средний |
| ------------------------------------ | ----------------------- | ---------- | ---------- | --------------- | ----------------- |
| Нью-Йорк — Мэри Тереза Фрил          | 8.349 (2)               | 8.621 (1)  | 8.680 (1)  | 8.467 (3)       | 8.589 (2)         |
| Вашингтон — Трейси Годдард           | 8.190 (3)               | 8.516 (3)  | 8.298 (3)  | 8.625 (2)       | 8.480 (3)         |
| Гавайи — Лейалоа Маа                 | 7.800 (8)               | 8.215 (4)  | 7.832 (5)  | 7.905 (5)       | 7.984 (4)         |
| Иллинойс — Дебра Ньего               | 8.389 (1)               | 8.531 (2)  | 8.463 (2)  | 8.854 (1)       | 8.616 (1)         |
| Миссисипи — Лори Кимбро              | 7.902 (5)               | 7.505 (8)  | 8.040 (4)  | 8.058 (3)       | 7.868 (5)         |
| Техас — Энн Хиннант                  | 8.155 (4)               | 7.773 (6)  | 7.570 (8)  | 7.855 (6)       | 7.733 (6)         |
| Виргиния — Бетси Ботт                | 7.806 (7)               | 7.880 (5)  | 7.614 (7)  | 7.209 (11)      | 7.568 (7)         |
| Массачусетс — Моника Магнус          | 7.650 (10)              | 7.741 (7)  | 7.323 (9)  | 7.518 (9)       | 7.527 (8)         |
| Калифорния — Линда Фогарти           | 7.749 (9)               | 6.955 (11) | 7.636 (6)  | 7.709 (8)       | 7.433 (9)         |
| Аризона — Ана Мария Руберт           | 7.624 (11)              | 7.396 (10) | 7.100 (12) | 7.786 (7)       | 7.427 (10)        |
| Северная Каролина — Дайан Джеймерсон | 7.826 (6)               | 7.464 (9)  | 7.127 (11) | 7.341 (10)      | 7.311 (11)        |
| Висконсин — Кэтрин Витушек           | 7.623 (12)              | 6.955 (11) | 7.164 (10) | 7.064 (12)      | 7.061 (12)        |

### Конкурс купальников
| штат              | счёт  | штат              | счёт  | штат            | счёт  | счёт                       | штат  | штат            | счёт  | штат | счёт  |
| ----------------- | ----- | ----------------- | ----- | --------------- | ----- | -------------------------- | ----- | --------------- | ----- | ---- | ----- |
| Иллинойс          | 8.607 | Массачусетс       | 7.753 | Северная Дакота | 7.393 | Айова                      | 7.094 | Вайоминг        | 6.711 | Мэн  | 6.056 |
| Техас             | 8.365 | Калифорния        | 7.736 | Южная Каролина  | 7.361 | Огайо                      | 7.050 | Нью-Джерси      | 6.708 |      |       |
| Миссисипи         | 8.170 | Нью-Мексико       | 7.656 | Невада          | 7.333 | Вашингтон (округ Колумбия) | 7.027 | Канзас          | 6.624 |      |       |
| Висконсин         | 8.037 | Вашингтон         | 7.653 | Флорида         | 7.323 | Делавэр                    | 6.977 | Луизиана        | 6.616 |      |       |
| Северная Каролина | 8.017 | Мичиган           | 7.615 | Пенсильвания    | 7.307 | Мэриленд                   | 6.971 | Орегон          | 6.599 |      |       |
| Виргиния          | 8.002 | Джорджия          | 7.586 | Индиана         | 7.284 | Коннектикут                | 6.896 | Колорадо        | 6.536 |      |       |
| Миннесота         | 7.880 | Оклахома          | 7.487 | Кентукки        | 7.228 | Алабама                    | 6.882 | Нью-Гэмпшир     | 6.532 |      |       |
| Гавайи            | 7.869 | Род-Айленд        | 7.459 | Айдахо          | 7.225 | Арканзас                   | 6.832 | Аляска          | 6.438 |      |       |
| Нью-Йорк          | 7.827 | Западная Виргиния | 7.448 | Вермонт         | 7.197 | Миссури                    | 6.792 | Монтана         | 6.323 |      |       |
| Юта               | 7.760 | Аризона           | 7.436 | Теннесси        | 7.176 | Небраска                   | 6.736 | Северная Дакота | 6.227 |      |       |

### Специальные награды
| Награда              | Участница                       |
| -------------------- | ------------------------------- |
| Мисс Конгениальность | - Вайоминг — Пэм Уильямс        |
| Мисс Фотогеничность  | - Нью-Мексико — Мишель Сандовал |

## Штаты-участницы
| - Алабама — Роуз Берч - Аляска — Ким Фидлер - Аризона — Ана Мария Руберт - Арканзас — Синтия Колдуэлл - Калифорния — Линда Фогарти - Колорадо — Джене Нельсон - Коннектикут — Мэри Бет Ломбарди - Делавэр — Лиза Туфман - Вашингтон (округ Колумбия) — Синтия Рамзи - Флорида — Пенни Шеридан - Джорджия — Дебби Фриман - Гавайи — Лейалоа Маа - Айдахо — Лори Юкич - Иллинойс — Дебра Ньего - Индиана — Дебби Хейс - Айова — Тери Риз - Канзас — Линда Шилдс - Кентукки — Линда Пассмор - Луизиана — Лиза Андерсон - Мэн — Валери Крукер - Мэриленд — Жан Борн - Массачусетс — Моника Магнус - Мичиган — Сьюзан Джеймс - Миннесота — Синтия Ли - Миссисипи — Лори Кимбро - Миссури — Вирджиния Дин | - Монтана — Юретт Синделар - Небраска — Ронда Лундберг - Невада — Алеаша Маглеби - Нью-Гэмпшир — Патрисия Брус - Нью-Джерси — Робин Сенаторе - Нью-Мексико — Мишель Сандовал - Нью-Йорк — Мэри Фрил - Северная Каролина — Дайан Джеймерсон - Северная Дакота — Рене Хермансон - Огайо — Кэролайн Хулихан - Оклахома — Сьюзан Гибсон - Орегон — Кэти Фицпатрик - Пенсильвания — Морин Старински - Род-Айленд — Тереза Паттерсон - Южная Каролина — Дженис Макдональд - Северная Дакота — Ноэль де Сен-Галл - Теннесси — Сэнди Нуисмер - Техас — Энн Хиннант - Юта — Вики Скотт - Вермонт — Кэти Рехштайнер - Виргиния — Бетси Ботт - Вашингтон — Трейси Годдард - Западная Виргиния — Кэнди Боггс - Висконсин — Кэтрин Джой Витушек - Вайоминг — Пэм Уильямс |

## Судьи
- Мод Адамс
- Джим Дэвис
- Эйлин Форд
- Альфред Аллан Льюис
- Кимберли Тоумз